# Ernest Goüin et Cie
 (juin 2025).
Si vous disposez d'ouvrages ou d'articles de référence ou si vous connaissez des sites web de qualité traitant du thème abordé ici, merci de compléter l'article en donnant les références utiles à sa vérifiabilité et en les liant à la section « Notes et références ».
Ernest Goüin et Cie est la première société de construction de matériel ferroviaire créée à Paris, aux Batignolles, par Ernest Goüin en 1846. Elle laisse la place à la Société de construction des Batignolles en 1871.
Aujourd’hui elle fait partie de l’histoire de Spie Batignolles.

## Histoire
Ernest Goüin, jeune ingénieur issu de l'École polytechnique, vient de passer six ans à la direction des ateliers de construction de la Compagnie du Chemin de fer de Paris à Saint-Germain, lorsqu'il crée le 18 février 1846 sa première entreprise sous la forme d'une société en commandite par actions.
Son projet de construction de locomotives à vapeur dans des ateliers qu'il fait construire sur un terrain de 14 000 m2 lui appartenant aux Batignolles dans un rectangle entre l'avenue de Clichy, la rue Boulay, la rue Marcadet et le passage Dhier, actuelle rue Émile-Level, est encouragé par James de Rothschild. Le duc de Noailles, pair de France, le duc de Galliera, le baron Lupin, Édouard Rodrigues-Henriques, les banquiers Rothschild, Hottinguer, d'Eichthal, Thurneyssen, Delessert[Lequel ?] et les industriels Fould et Talabot donnent leur confiance et leur appui financier à Ernest Goüin. L'objectif est de construire des locomotives pour la Compagnie des chemins de fer du Nord créée un an plus tôt.
La société va se diversifier vers les machines textiles, les constructions métalliques et les lignes de chemins de fer. 
En 1847, Ernest Goüin créé une Société de secours mutuels à l'intention de ses employés.
La société Ernest Goüin & Cie réalisa en 1852 le pont d'Asnières-sur-Seine, premier pont métallique de France (et premier de cette importance en Europe), dont la portée atteint 160 m ; puis en 1856, le premier ouvrage en treillis de profilés et l'un des premiers usages des caissons à air comprimé avec le pont sur le Scorff à Lorient.

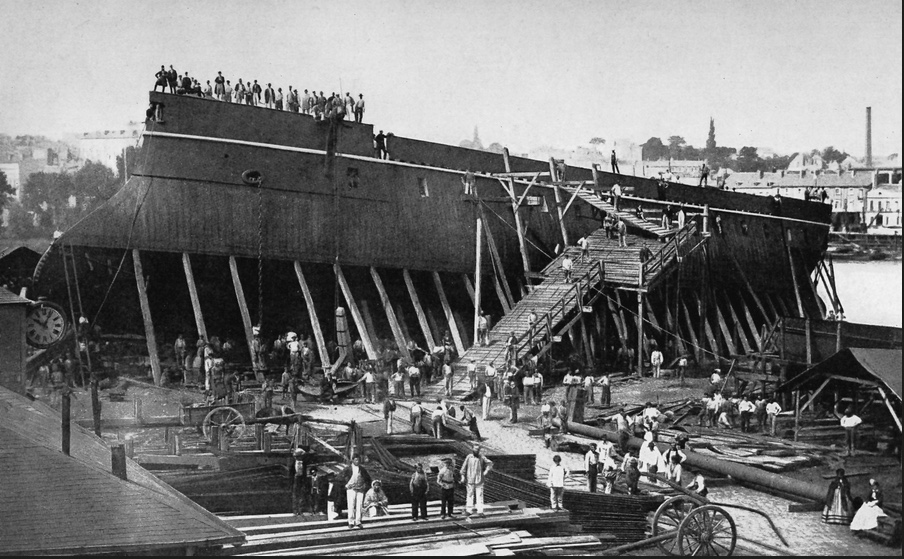
Les Chantiers Goün, sur l'Île de la Prairie au Duc à Nantes.

En 1856, elle fait également l'acquisition d'un important chantier naval à Nantes (Île de la Prairie au Duc), les chantiers Guibert, pour la construction de navires en fer et en bois, à voiles et à vapeur, ainsi que des ponts en fer. Ces chantiers, où sont employés un millier d'ouvriers, construisent principalement des navires de guerre pour la marine impériale française (Classe Arrogante, etc.), ainsi que pour les gouvernements italien (Castelfidardo (it)), russe ou bien égyptien. Ils sont repris par Jollet et Babin (Ateliers et chantiers de la Loire) en 1869.
En 1871, Ernest Goüin la fait évoluer en société anonyme sous le nom de Société de construction des Batignolles.

## Quelques réalisations
- Pont ferroviaire d'Asnières (1851)
- Pont d'Asnières, sur la Seine (1852), premier grand pont métallique d'Europe
- Pont ferroviaire de Langon (1854)
- Pont de Moissac (1855)
- Pont ferroviaire de Lorient-Lanester, sur le Scorff (1856)
- Six grands ponts sur la ligne du chemin de fer Saint-Pétersbourg-Varsovie, Russie (1857)
- Viaduc de Culoz (1858)
- Pont de Szégedin, Hongrie (1858)
- Pont de Casarsa, sur le Tagliamento, en Italie (1858) (816 km)
- Pont Kierbedź, à Varsovie en Pologne (1859)
- Tunnel ferroviaire de Kaunas (en), Lituanie (1859)
- Pont ferroviaire de Kaunas (1859)
- Classe Arrogante (1861-1864)
- Aqueduc Desbassyns, La Réunion (1861)
- Phare de Sukhum, Géorgie (1861)
- Ligne de chemin de fer de Olazagutía à Beasain, pour le compte de la Compañía de los caminos de hierro del Norte, Espagne (1862)
- Viaduc d'Ormaiztegi (1863)
- Frégate Castelfidardo (en) (1864)
- Pont de Mezzana-Corti, sur le Pô, en Italie (1864) (758 km)
- Ponts de la Vendée (1866)
- Palais de l'Exposition universelle de 1867, à Paris
- Voie ferrée des Apennins, Italie (1867)
- Syphon[Quoi ?] du pont de l'Alma, Paris (1868)
- Pont de la rue du Rocher, 8e arrondissement de Paris (1868)
- Pont ferroviaire de Narva (et), en Estonie (1869)
- Pont de Temse (nl) (Pont de Tamise) sur l'Escaut, en Belgique (1870)
- Pont de Rybinsk (ru), sur la Volga, en Russie (1870) (475 km)
- Ligne de chemin de fer de Villach à Lienz, en Autriche (1871)

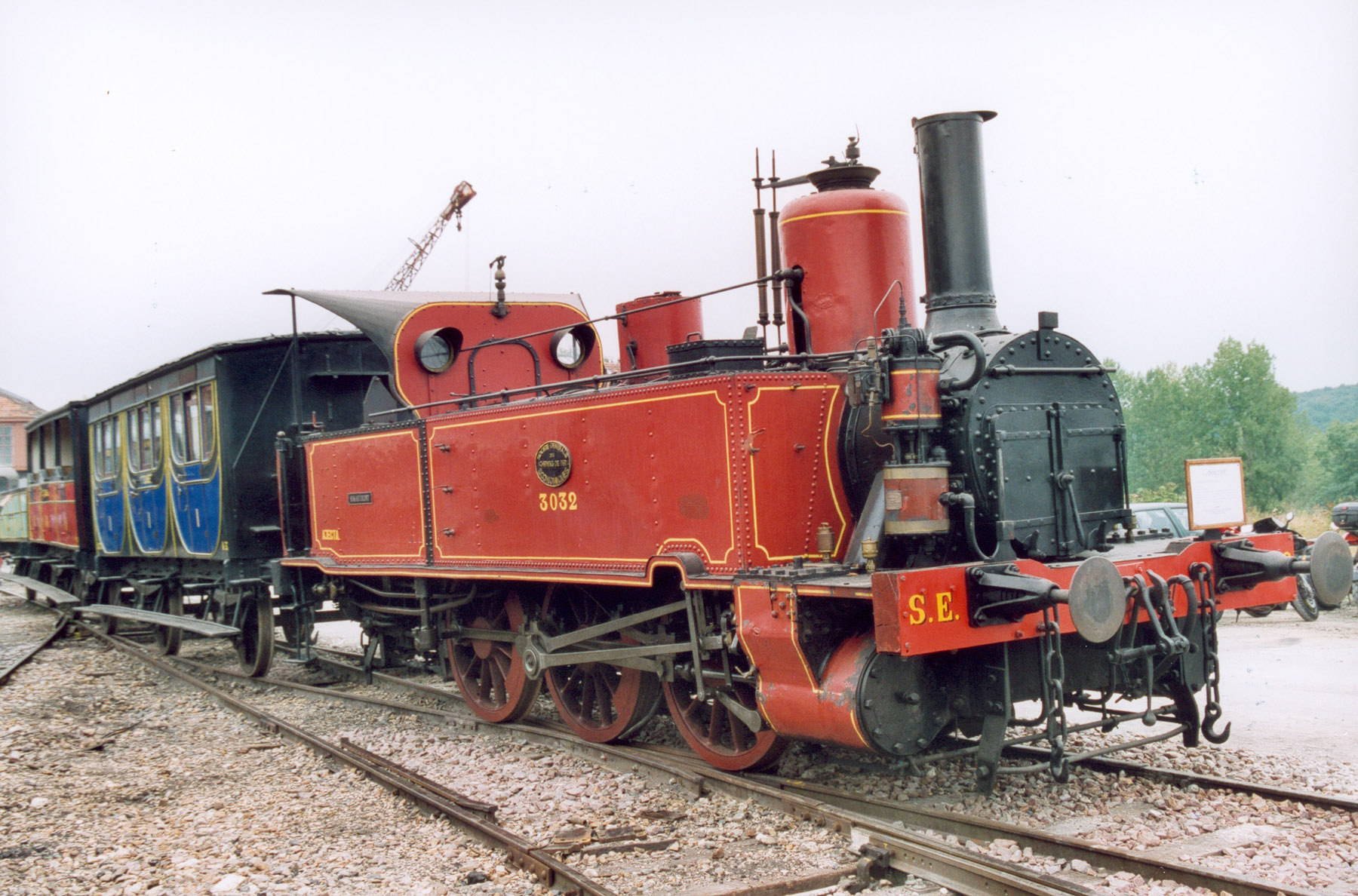
Locomotive 030 T 3032 SE
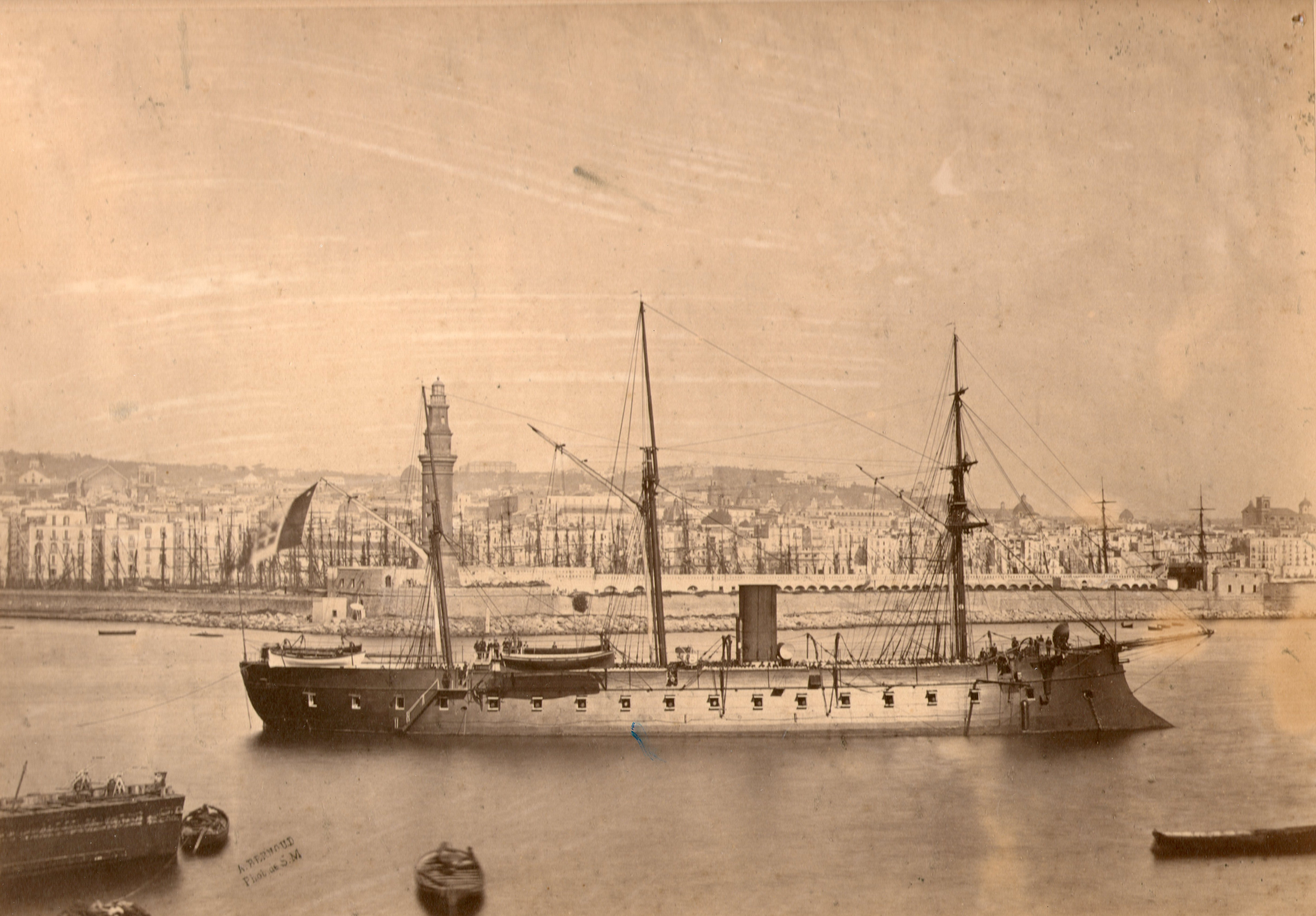
Frégate Castelfidardo (en) (1864)
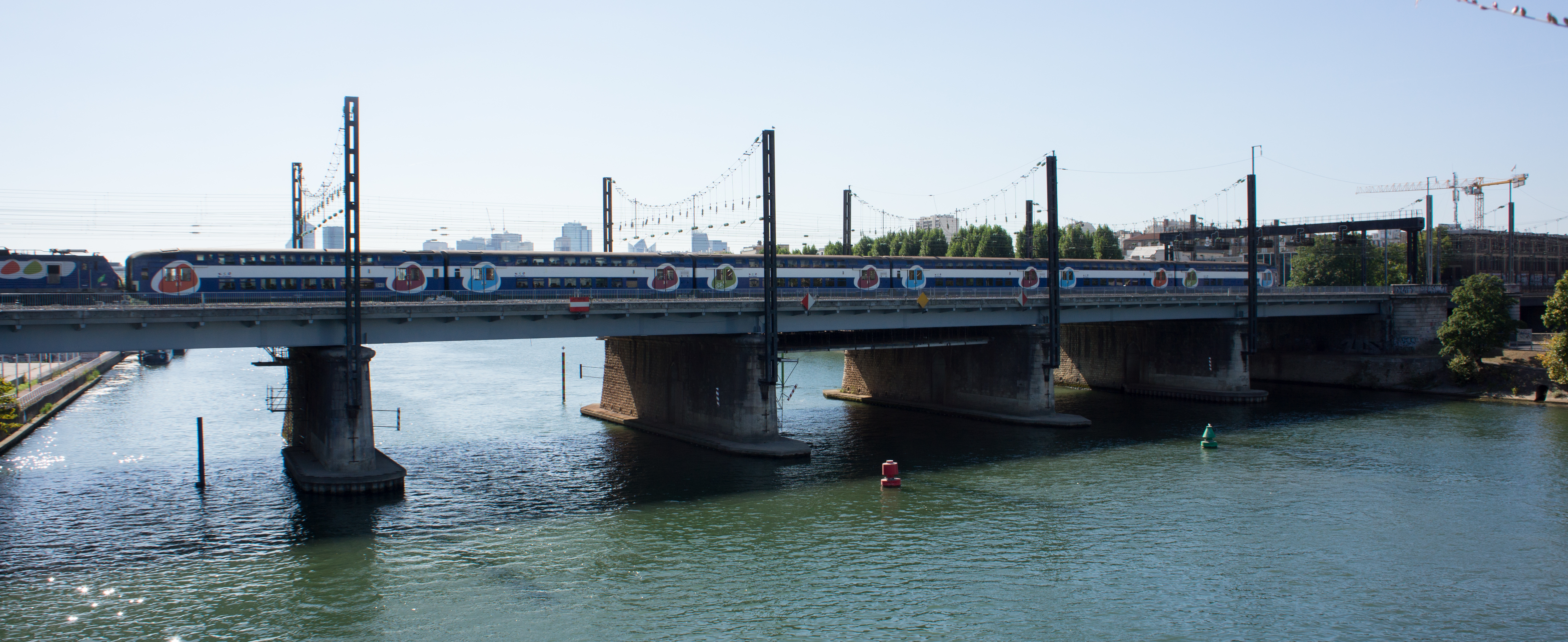
Pont ferroviaire d'Asnières (1851)
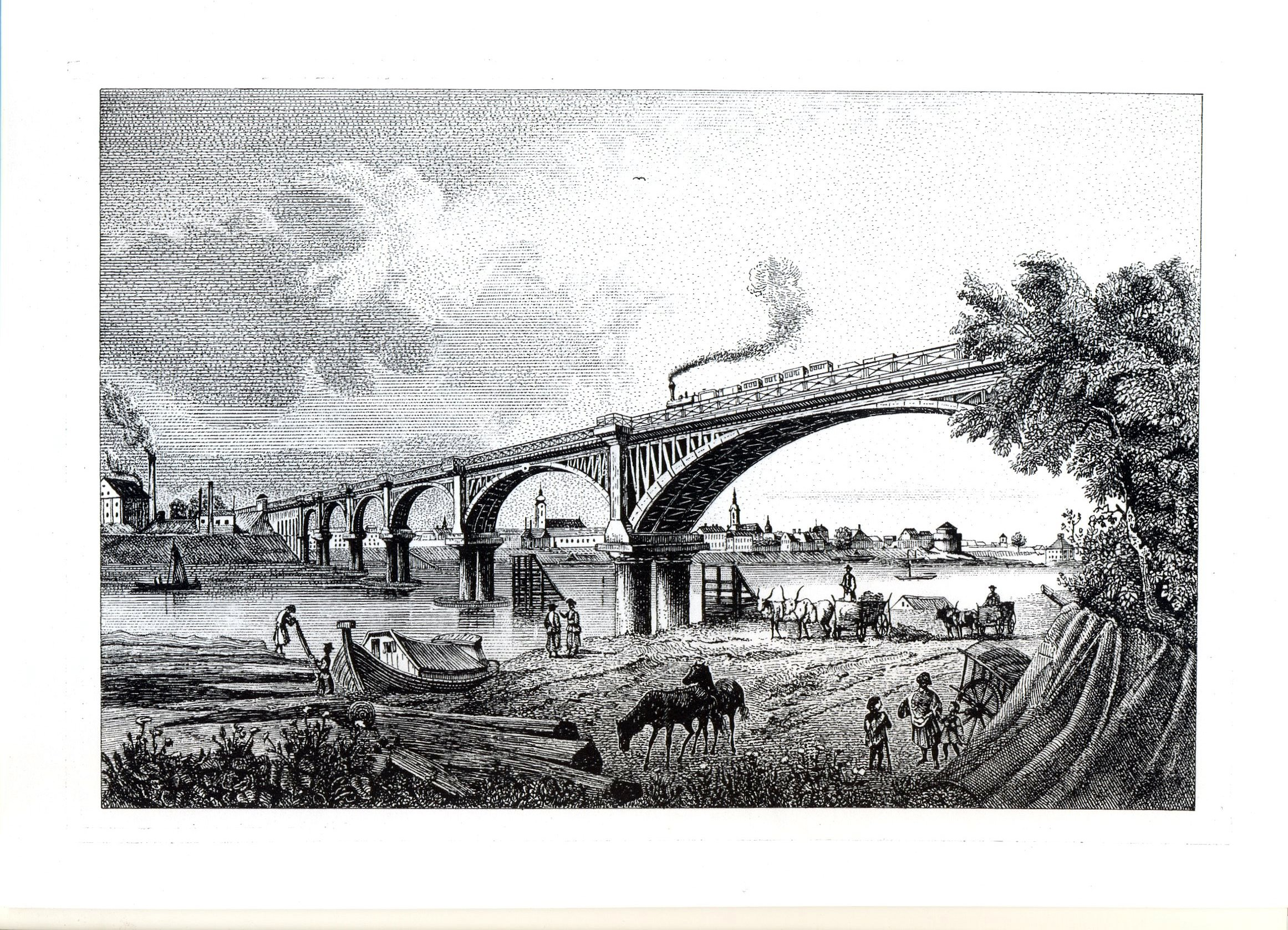
Szegedi vasúti Tisza-híd (1858)
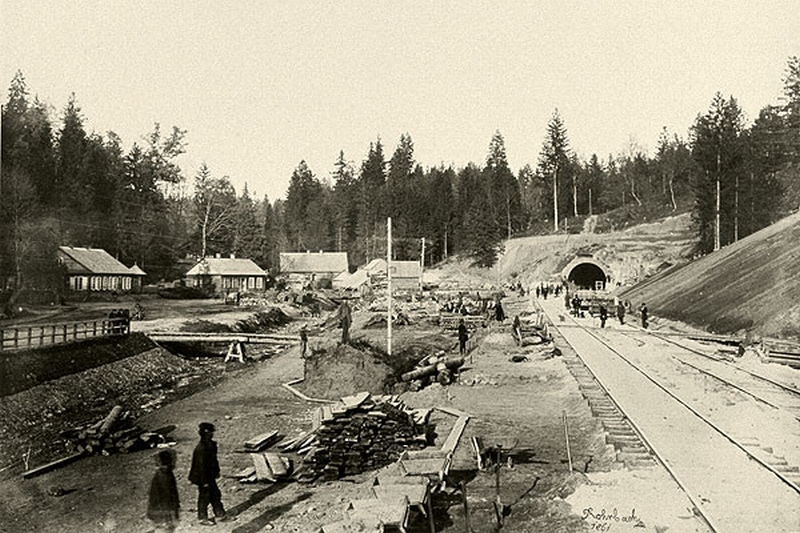
Kaunas Railway Tunnel (en) (1859)
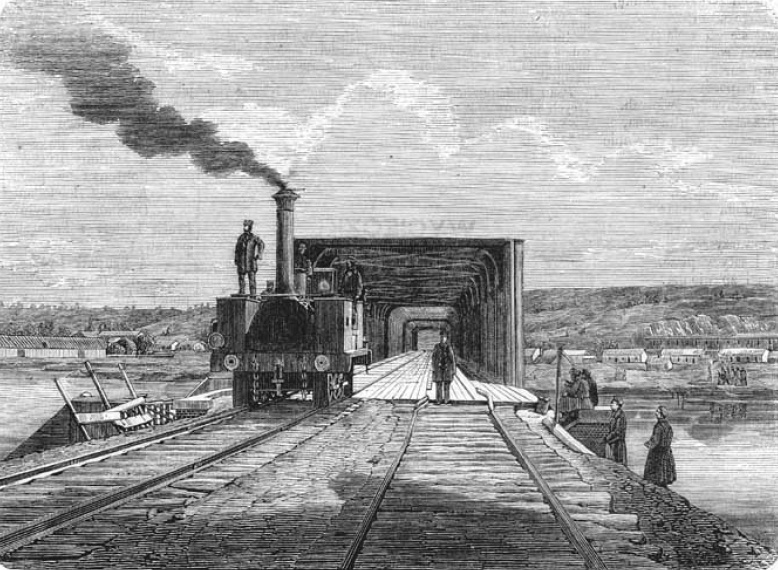
Pont ferroviaire de Kaunas (1859-1862)
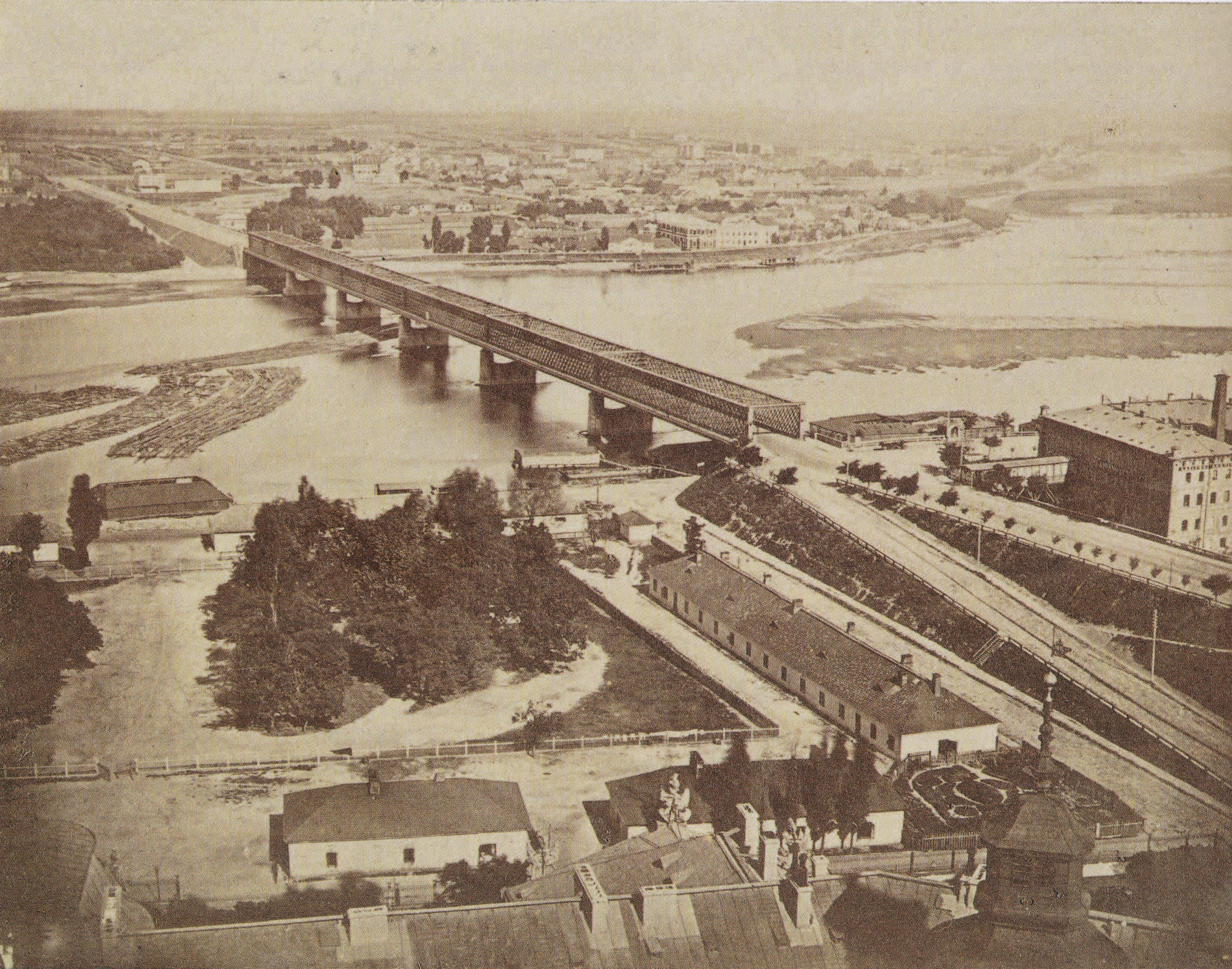
Pont Kierbedź (1859-1864)
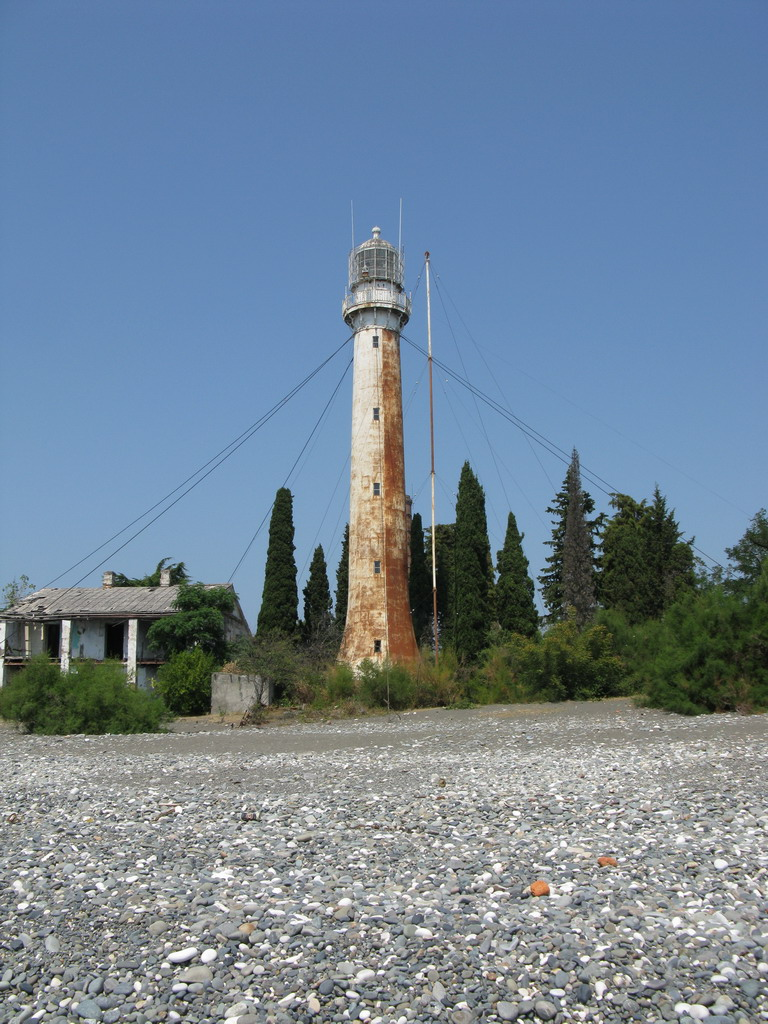
Phare de Sukhum (1861)
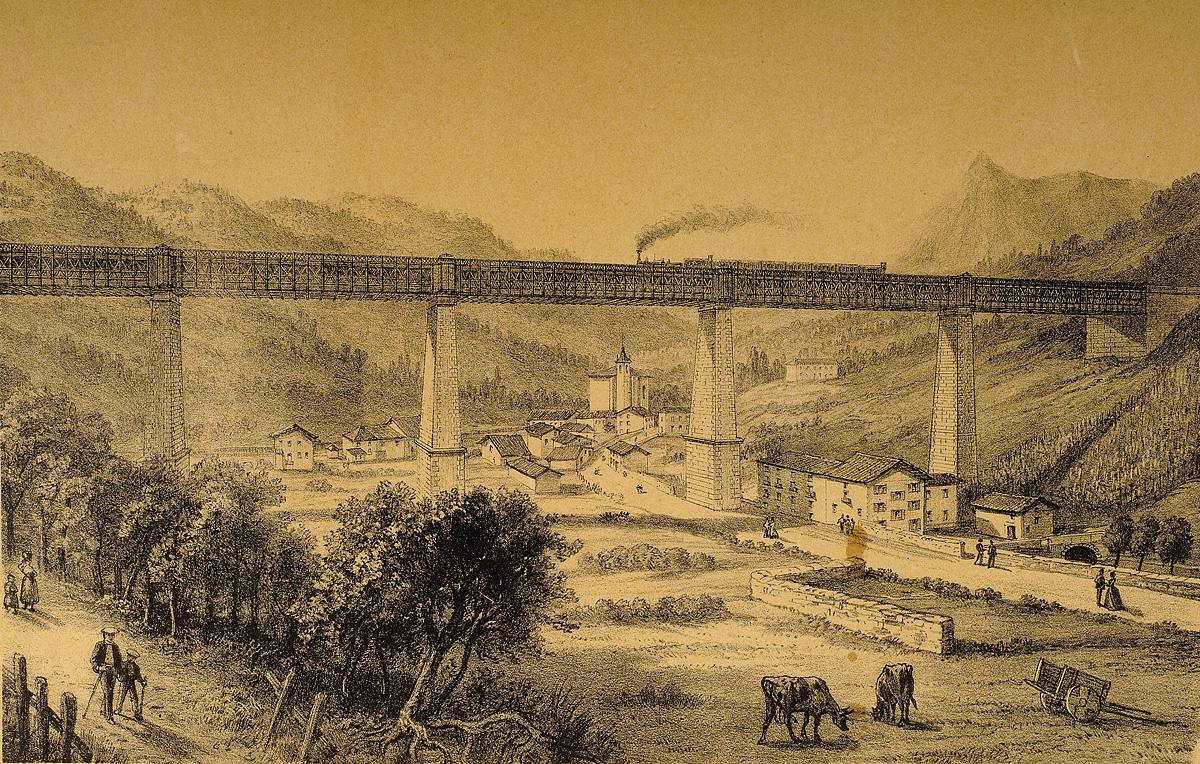
Viaduc d'Ormaiztegi (1863)
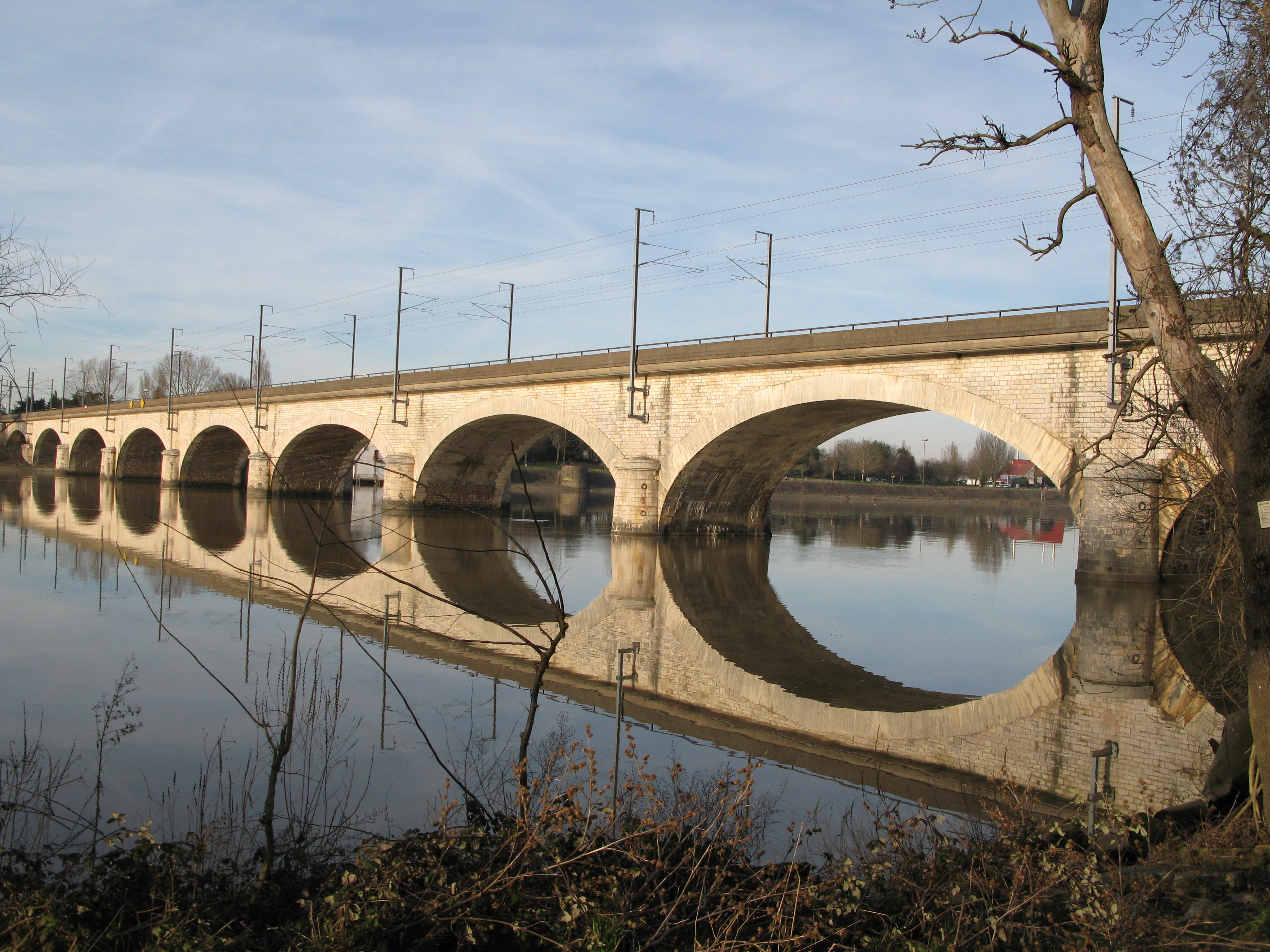
Ponts de la Vendée (1866)
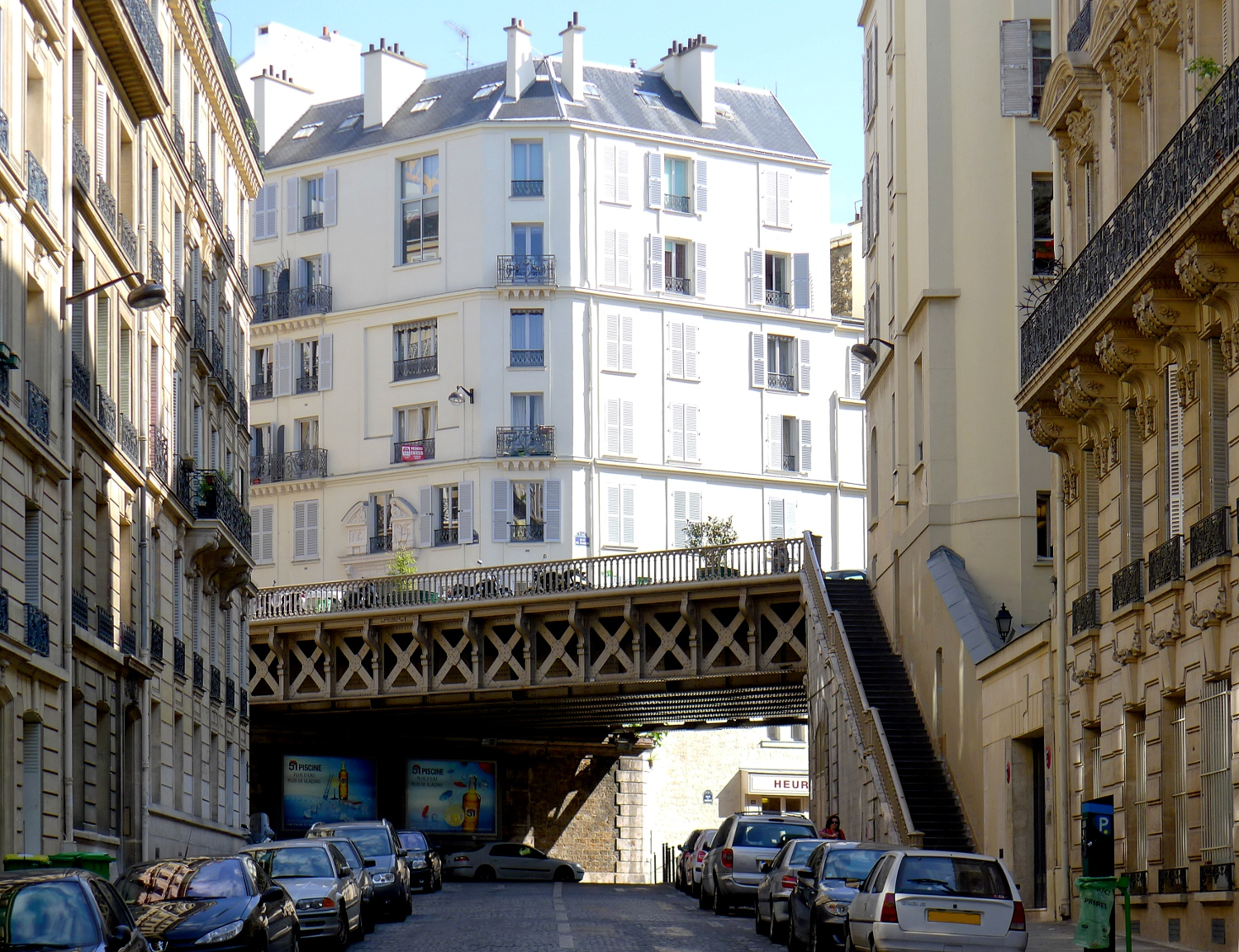
Pont de la rue du Rocher (1868)